# 멀티유저 도스
멀티유저 도스(Multiuser DOS)는 IBM PC 호환 마이크로컴퓨터용 실시간 다중 사용자 다중작업 운영체제이다.
이전의 컨커런트 CP/M-86, 컨커런트 도스 및 컨커런트 도스 386 운영 체제의 발전형으로, 원래 디지털 리서치가 개발했으며 1991년 노벨 (기업)이 인수하여 추가로 개발했다. 그 기원은 이전 디지털 리서치의 8비트 운영 체제 CP/M 및 MP/M, 그리고 CP/M에서 발전한 16비트 단일 작업 CP/M-86에 있다.
노벨이 1992년 멀티유저 도스 개발을 중단했을 때, 세 명의 마스터 부가가치 재판매업자 (VAR)인 데이터팩 오스트랄라시아, Concurrent Controls 및 Intelligent Micro Software는 시스템을 인계받아 데이터팩 멀티유저 도스 및 시스템 매니저, CCI 멀티유저 도스, IMS 멀티유저 도스 및 REAL/32의 독립적인 개발을 계속할 수 있도록 허용되었다.
컨커런트 도스 286과 Concurrent DOS 68K에서 발전한 FlexOS 계열은 1994년 7월 Integrated Systems, Inc. (ISI)에 매각되었다.

## 컨커런트 CP/M-86
CP/M-86 1.0의 초기 버전(BDOS 2.x 포함)은 1982년 IBM PC에 맞게 조정되어 출시되었다. IBM의 PC DOS 1.0이 훨씬 저렴한 가격으로 거의 동일한 기능을 제공했기 때문에 상업적으로 성공하지 못했다. PC DOS와 CP/M-86 모두 새로운 16비트 머신의 성능과 기능을 완전히 활용할 수 없었다.
1981년 9월부터 CP/M의 다중 작업 '대형 형제'인 MP/M-86 2.0 구현으로 곧 보완되었다. 이를 통해 PC는 직렬 포트로 연결된 덤 터미널을 사용하여 여러 동시 사용자를 지원할 수 있는 다중 사용자 머신으로 변모했다. 각 사용자에게 제공되는 환경은 마치 전체 컴퓨터를 혼자 사용하는 것처럼 느껴지게 했다. 터미널은 당시 상당한 가격이었던 완전한 PC 가격의 일부에 불과했기 때문에 상당한 비용 절감을 제공했으며, PC 네트워크가 드물고 매우 비싸고 구현하기 어려웠던 시기에 회계 또는 재고 관리와 같은 다중 사용자 공유 데이터 애플리케이션을 용이하게 했다.
CP/M-86 1.1 (with BDOS 2.2) and MP/M-86 2.1 were merged to create Concurrent CP/M-86 3.0 (also known as CCP/M-86) with BDOS 3.0 in late 1982. 캐서린 스트루틴스키, CP/M-86의 프로젝트 관리자는 컨커런트 CP/M-86의 프로젝트 관리자이기도 했다. 그 설계자 중 한 명은 프랜시스 "프랭크" R. 홀스워스였다. 초기에는 최대 4개(기본 구성에서)의 CP/M-86 호환 프로그램을 진정한 다중 작업으로 지원하는 단일 사용자 운영 체제였다. 이전 버전과 마찬가지로 다중 프로세서 지원(예: 컨커런트 CP/M-86/80 참조)을 위해 구성할 수 있었으며, 또한 "가상 화면"을 추가하여 운영자가 여러 상호 작용 프로그램 간에 전환할 수 있게 했다. 이후 버전은 다중 사용자 시스템으로 CP/M-86 머신에 연결된 덤 터미널을 지원했다. 컨커런트 CP/M-86 3.1 (BDOS 3.1)은 1984년 2월 21일에 출시되었다.

### 적용

#### 윈도우가 포함된 컨커런트 CP/M-86
1984년 2월, 디지털 리서치는 윈도우 기능이 포함된 컨커런트 CP/M-86 버전을 IBM 개인용 컴퓨터 및 개인용 컴퓨터 XT용 윈도우가 포함된 컨커런트 CP/M이라는 이름으로 제공했다.

#### 컨커런트 CP/M-86/80
이것은 LSI-M4, LSI Octopus 및 CAL PC 컴퓨터를 위한 컨커런트 CP/M-86의 개조 버전이다. 이 기기들은 16비트와 8비트 프로세서 모두를 가지고 있었는데, 16비트 개인용 컴퓨팅의 초창기에는 8비트 소프트웨어가 더 많이 보급되어 있었고 해당 16비트 소프트웨어보다 종종 더 빠르게 실행되었기 때문이다. 컨커런트 CP/M-86/80은 사용자들이 CP/M (8비트)과 CP/M-86 (16비트) 애플리케이션을 모두 실행할 수 있도록 허용했다. 명령어가 입력되면 운영 체제는 실행 파일이 .COM 확장자나 .CMD 확장자를 가지고 있는지에 따라 8비트 또는 16비트 프로세서에서 해당 애플리케이션을 실행했다. 이는 CP/M 시스템 호출을 CP/M-86 시스템 호출로 번역함으로써 8비트 프로그램에 대한 CP/M 환경을 에뮬레이션했으며, 이는 16비트 프로세서에 의해 실행되었다.

## 컨커런트 DOS
1983년 8월, 브루스 스키드모어, 레이먼드 D. 페드리제티, 데이브 브라운, 고든 에드먼즈는 PC-MODE를 만들기 위해 팀을 구성했다. 이것은 컨커런트 CP/M-86 3.1(BDOS 3.1 포함)의 선택적 모듈로, PC DOS 1.1 (및 MS-DOS 1.1)과의 기본 호환성을 제공하기 위한 것이었다. 이 모듈은 1983년 12월 컴덱스에서 공개적으로 시연되었고, 1984년 3월에 하드웨어 벤더에게 컨커런트 DOS 3.1 (a.k.a. CDOS with BDOS 3.1)로 출시되었다. 화면이나 다른 하드웨어에 직접 접근하지 않는 간단한 도스 애플리케이션은 실행할 수 있었다. 예를 들어, PKZIP과 같은 콘솔 프로그램은 완벽하게 작동하여 CP/M-native ARC 아카이버보다 더 많은 기능을 제공했지만, 도스용 워드스타 워드 프로세서와 같이 화면 조작을 수행하는 애플리케이션은 작동하지 않았으며, 네이티브 컨커런트 CP/M (또는 CP/M-86) 버전이 필요했다.
Concurrent DOS 3.1부터 4.1까지는 미국에서 개발되었지만, OEM 적용 및 현지화는 1983년부터 DR Europe의 OEM 지원 그룹이 영국 뉴베리 (버크셔주)에서 수행했다.
디지털 리서치는 GEM이 포함된 Concurrent DOS 4.1을 1985년 IBM의 TopView의 대안으로 내세웠다.

### 컨커런트 PC DOS
1984년의 컨커런트 DOS 3.2 (BDOS 3.2 포함)는 CP/M-86 1.x, 컨커런트 CP/M-86 3.x 및 PC DOS 2.0용 애플리케이션과 호환되었다. 이 운영체제는 다양한 하드웨어 플랫폼에서 사용할 수 있었다. IBM-PC 호환 BIOS/XIOS가 포함된 버전은 컨커런트 PC DOS 3.2로 명명되었다. 캐서린 스트루틴스키는 컨커런트 PC DOS의 제품 관리자였다.

### 컨커런트 DOS 68K와 FlexOS 68K
1984년부터 모토로라와의 협력의 일환으로, C 언어로 작성된 CP/M-68K의 후속작으로 오스틴 (텍사스주)에서 컨커런트 DOS 68K가 개발되었다. 주요 설계자 중 한 명은 프랜시스 "프랭크" R. 홀스워스 (이니셜 FRH로 알려짐)였다. 컨커런트 DOS 68K 1.0은 1985년 초에 OEM 평가용으로 출시되었다. 이 노력은 모토로라로부터 수백만 달러에 달하는 상당한 자금을 지원받았으며, 그들의 68000/68010 프로세서용으로 설계되었다. 이전의 68000 프로세서용 GEMDOS 시스템과 마찬가지로, 처음에는 모토로라 VME/10 개발 시스템에서 실행되었지만. 컨커런트 DOS 68K 1.20/1.21은 1986년 4월에 출시되었으며, OEM에게 약 200000 달러에 제공되었다. 이 시스템은 1986년 말에 FlexOS 68K로 발전했다.
알려진 버전은 다음과 같다:
- 컨커런트 DOS 68K 1.0 (1985)[20]
- 컨커런트 DOS 68K 1.1[23]
- 컨커런트 DOS 68K 1.20 (1986년 4월,[22][23][24] 1986-05-27[23])
- 컨커런트 DOS 68K 1.21 (1986)[22][23][24]

### 컨커런트 DOS 286 및 FlexOS 286
컨커런트 DOS 68K 노력과 병행하여, 디지털 리서치는 1985년 1월 인텔과 협력하여 컨커런트 DOS 286을 미리 선보였다. 이것은 MP/M-286과 컨커런트 CP/M-286을 기반으로 했으며, 디지털 리서치는 1982년부터 이 작업에 매달렸다.
컨커런트 DOS 286은 정적 BIOS 또는 XIOS 대신 동적으로 로드 가능한 장치 드라이버를 갖춘 새로운 시스템 아키텍처를 기반으로 C 언어로 완전히 다시 작성되었다. 주요 설계자 중 한 명은 프랜시스 "프랭크" R. 홀스워스였다. 운영 체제는 80286 네이티브 모드에서만 작동하여 보호 모드의 다중 사용자, 다중 작업 작동을 허용하면서 8086 에뮬레이션을 실행한다. 시제품 칩 샘플의 B-1 단계에서는 작동했지만, 4월에 이미 운영 체제의 평가판을 출하하고 있던 디지털 리서치는 5월에 프로세서의 양산형 C-1 단계에서 에뮬레이션 문제가 있음을 발견했으며, 이는 컨커런트 DOS 286이 8086 소프트웨어를 보호 모드에서 실행할 수 없게 했다. 컨커런트 DOS 286의 출시는 5월 말로 예정되어 있었지만, 인텔이 새로운 버전의 칩을 개발할 때까지 지연되었다. 8월에 80286의 E-1 단계 샘플에 대한 광범위한 테스트 후, 디지털 리서치는 인텔이 문서화된 모든 286 errata를 수정했지만, E-1 단계에서 실행되는 컨커런트 DOS 286의 사전 출시 버전에서 여전히 문서화되지 않은 칩 성능 문제가 있다고 밝혔다. 인텔은 디지털 리서치가 보호 모드에서 8086 소프트웨어를 에뮬레이션하기 위해 취하고자 하는 접근 방식이 원래 사양과 다르다고 말했다. 그럼에도 불구하고 그들은 E-2 단계에 마이크로코드의 작은 변경 사항을 통합하여 디지털 리서치가 에뮬레이션 모드를 훨씬 빠르게 실행할 수 있도록 했다 (LOADALL 참조). 이러한 동일한 제한 사항은 컨커런트 DOS 286의 재설계된 파생물인 FlexOS 286 버전 1.x에도 영향을 미쳤으며, 이는 1986년부터 캘리포니아 몬터레이에 있는 디지털 리서치의 새로운 유연 자동화 사업부에서 개발되었다.
이후 버전에서는 PC DOS 2.x 및 3.x와의 호환성이 추가되었다.
알려진 버전은 다음과 같다:
- 컨커런트 DOS 286 1.0 (1985)[23]
- 컨커런트 DOS 286 1.1 (1986-01-07)[23]
- 컨커런트 DOS 286 1.2 (1986)[32]
- FlexOS 286 1.3 (1986년 11월)[30]
- FlexOS 286 1.31 (1987년 5월)

### 컨커런트 DOS XM 및 컨커런트 DOS 386

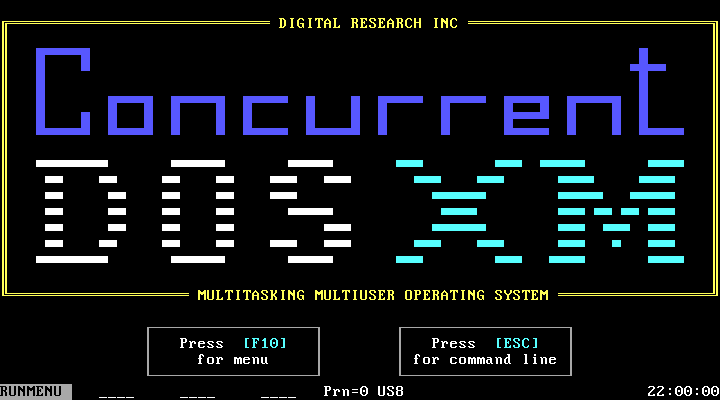
디지털 리서치 컨커런트 DOS XM 릴리스 6.0

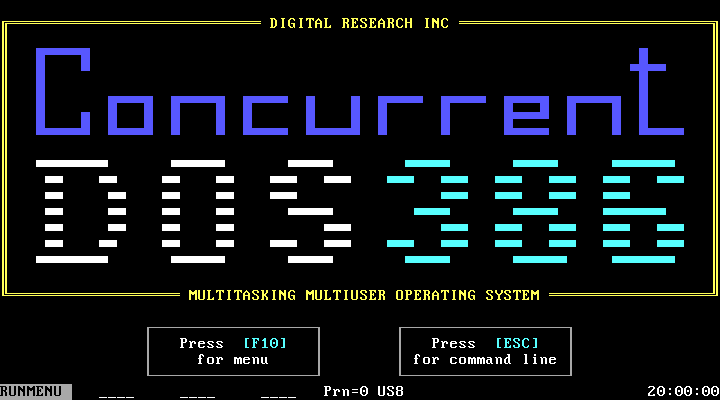
디지털 리서치 컨커런트 DOS 386 릴리스 2.0

OEM 지원 그룹은 1986년 영국 헝거포드에 있는 디지털 리서치의 새로 설립된 유럽 개발 센터(EDC)로 이전되었으며, 이곳에서 컨커런트 DOS 4.11을 포함한 컨커런트 DOS 제품군의 추가 개발과 DOS Plus 및 후속작 개발을 담당하기 시작했다.
영국 헝거포드에서 개발된 버전 5와 6 (컨커런트 DOS XM, XM은 확장 메모리를 의미함)은 최대 8MB의 EEMS를 뱅크 전환하여 여러 CP/M-86 및 DOS 프로그램을 동시에 실행하고 최대 3명의 사용자(로컬 1명과 직렬 터미널을 통해 연결된 최대 2명)를 지원하는 실제 모드 환경을 제공할 수 있었다.
1987년, 컨커런트 DOS 86은 컨커런트 DOS 386으로 재작성되었으며, 여전히 기존 XIOS 및 BDOS 아키텍처의 연속이었다. 이 운영 체제는 인텔 80386 및 이후 프로세서를 장착한 시스템에서 실행되며, 386의 하드웨어 기능을 사용하여 하드웨어를 가상화하여 대부분의 DOS 애플리케이션이 터미널에서도 컨커런트 DOS 386에서 수정 없이 실행될 수 있도록 했다. 이 운영 체제는 동시 다중 사용자 파일 접근을 지원하여, 다중 사용자 애플리케이션이 네트워크 서버에 연결된 개별 PC에서 실행되는 것처럼 작동하도록 했다. 컨커런트 DOS 386은 단일 서버가 덤 터미널이나 터미널 에뮬레이션 소프트웨어를 실행하는 저렴한 저사양 PC에서 여러 사용자를 지원할 수 있도록 하여, 값비싼 워크스테이션과 당시 고가였던 네트워크 카드의 필요성을 없앴다. 이는 진정한 다중 사용자 시스템이었으며, 여러 사용자가 레코드 잠금을 통해 상호 간섭을 방지하면서 단일 데이터베이스를 사용할 수 있었다.
컨커런트 DOS 386은 약 200K의 기본 메모리를 사용하는데, 이는 MS-DOS보다 훨씬 많다. BYTE는 소프트웨어의 최소 요구 사항인 512K RAM으로는 "시스템 프롬프트를 감상할 수 있을 뿐"이라고 말했으며, 기본 640K 외에 1MB RAM이 있으면 마이크로소프트 워드나 Multiplan과 같은 세 가지 주요 애플리케이션을 사용할 수 있다고 추정했다.
컨커런트 DOS 6.0은 또한 여기서 파생된 DR-DOS 제품군의 시작점이기도 했다.
알려진 버전은 다음과 같다:
- DR 컨커런트 PC DOS XM 5.0 (BDOS 5.0)
- DR 컨커런트 DOS XM 5.0 (BDOS 5.0, 1986년 10월)
- DR 컨커런트 DOS XM 5.1 (BDOS 5.1?, 1987년 1월)
- DR 컨커런트 DOS XM 5.2 (BDOS 5.2?, 1987년 9월)[35][36][37]
- DR 컨커런트 DOS XM 6.0 (BDOS 6.0, 1987-11-18),[38][39] 6.01 (1987)
- DR 컨커런트 DOS XM 6.2 (BDOS 6.2),[40] 6.21

- DR 컨커런트 DOS 386 1.0 (BDOS 5.0?, 1987)
- DR 컨커런트 DOS 386 1.1 (BDOS 5.2?, 1987년 9월)[35]
- DR 컨커런트 DOS 386 2.0 (BDOS 6.0, 1987-11-18),[38] 2.01[41]
- DR 컨커런트 DOS 386 3.0 (BDOS 6.2, 1988년 12월, 1989년 1월),[40] 3.01 (1989-05-19), 3.02 (1989)

컨커런트 PC DOS XM 5.0은 IBM PC DOS 2.10을 에뮬레이션한 반면, 컨커런트 DOS XM 6.0과 컨커런트 DOS 386 2.0은 IBM PC DOS 3.30과 호환되었다.

#### 평가
1988년 BYTE는 컨커런트 DOS 386이 MS-DOS와 "상당히 호환된다"고 설명했다. 예를 들어, 마이크로소프트 워드 3.1은 실행되었지만 4.0은 문서화되지 않은 DOS 함수를 사용했기 때문에 실행되지 않았다. 이 잡지는 동시 애플리케이션 수가 늘어날수록 성능이 비례하여 감소한다고 보고했다. 더 높은 RAM 요구 사항과는 대조적으로, BYTE는 비디오 I/O가 DOS보다 두 배 빠르다는 것을 발견했다. 이 잡지는 "더 크고 더 나은" 386 운영 체제가 나올 예정이지만, 컨커런트 DOS 386은 "오늘날에도 존재하며 작동 준비가 되어 있다"고 결론지었다.

#### 적용
Concurrent Controls, Inc.의 알려진 CCI Concurrent DOS 적용 버전은 다음과 같다:
- CCI Concurrent DOS 386 1.12 (BDOS 5.0?, 1987년 10월)
- CCI Concurrent DOS 386 2.01 (BDOS 6.0?, 1988년 5월)
- CCI Concurrent DOS 386 3.01 (BDOS 6.2?, 1989년 3월)
- CCI Concurrent DOS 386 3.02 (1990년 4월)
- CCI Concurrent DOS 386 3.03 (1991년 3월)
- CCI Concurrent DOS 386 3.04 (1991년 7월)[44] 일명 "CCI Concurrent DOS 4.0"[45]
- CCI Concurrent DOS 3.05 R1 (1992년 2월), R2 (1992), R3+R4 (1992), R5+R6 (1992), R7+R8 (1993), R9+R10 (1993), R11 (1993년 8월)
- CCI Concurrent DOS 3.06 R1 (1993년 12월), R2+R3 (1994), R4+R5+R6 (1994), R7 (1994년 7월)
- CCI Concurrent DOS 3.07 R1 (1995년 3월), R2 (1995), R3 (1996), R4 (1996), R5 (1997), R6 (1997), R7 (1998년 6월)[46]
- CCI Concurrent DOS 3.08
- CCI Concurrent DOS 3.10 R1 (2003-10-05)[47]

다른 적용 버전은 다음과 같다:
- Apricot 컨커런트 DOS 386 2.01 (1987) for Apricot Quad Version Level 4.3[48]

## 멀티유저 DOS
컨커런트 DOS 386의 후기 버전은 DR의 후기 단일 사용자 PC DOS 클론인 DR-DOS 5.0의 일부 향상된 기능을 통합했으며, 이후 1991년 버전 5.0 (BDOS 6.5 포함)부터 "멀티유저 DOS"(MDOS라고도 함)라는 더 설명적인 이름이 부여되었다.
멀티유저 DOS는 LAN 기반의 PC DOS와 경쟁하는 데 제한적인 몇 가지 기술적 한계가 있었다. PC DOS 드라이버는 다중 사용자 또는 다중 작업 인식이 아니었기 때문에 많은 일반 하드웨어에 자체 특수 장치 드라이버가 필요했다. 드라이버 설치는 파일을 부팅 디스크에 복사하고 CONFIG.SYS를 적절히 수정하는 간단한 PC DOS 방식보다 더 복잡했다. 멀티유저 DOS 커널(뉴클리어스라고도 함)을 SYSGEN 명령을 사용하여 다시 연결해야 했다.
멀티유저 도스는 네트워크 스택과 같은 많은 일반적인 PC 도스 추가 기능을 사용할 수 없었으며, 그래픽 어댑터, 사운드 카드, CD-ROM 드라이브, 마우스와 같은 PC 호환 세계의 후기 개발을 지원하는 데 제한적이었다. 이러한 문제의 상당수는 곧 해결되었지만(예를 들어, 그래픽 터미널이 개발되어 사용자가 CGA, EGA, VGA 소프트웨어를 사용할 수 있게 됨), 개별 PC 네트워크보다 유연성이 떨어졌고, 가격이 하락함에 따라 경쟁력이 점점 떨어졌지만, 관리 및 총 소유 비용 측면에서는 여전히 이점을 제공했다. 다중 사용자 운영 체제로서 가격은 단일 사용자 시스템보다 물론 높았으며, Quarterdeck의 DESQview와 같은 단일 사용자 다중 작업 도스 추가 기능과 달리 특수 장치 드라이버가 필요했다. MP/M과 달리 단일 사용자 다중 작업 용도로는 인기를 얻지 못했다.
노벨이 1991년 디지털 리서치를 인수하고 1992년 멀티유저 DOS를 포기했을 때, 세 명의 마스터 VAR인 DataPac Australasia, Concurrent Controls 및 Intelligent Micro Software는 1994년 시스템의 소스 코드를 라이선스 받아 자체 파생물 개발을 이어갈 수 있도록 허용되었다.
알려진 버전은 다음과 같다:
- DR 멀티유저 DOS 5.00 (1991),[50] 5.01
- 노벨 DR 멀티유저 DOS 5.10 (1992-04-13),[51] 5.11[52]
- 노벨 DR 멀티유저 DOS 5.13 (BDOS 6.6, 1992)

디지털 리서치 및 노벨 DR 멀티유저 DOS의 모든 버전은 자체를 "IBM PC DOS" 버전 3.31로 보고했다.

### 적용

#### 데이터팩 오스트랄라시아
DataPac Australasia Pty Limited의 알려진 버전은 다음과 같다:
- 데이터팩 멀티유저 DOS 5.0
- 데이터팩 멀티유저 DOS 5.1 (BDOS 6.6)
- 데이터팩 시스템 매니저 7.0 (1996-08-22)

1997년, DataPac은 Citrix Systems, Inc.에 인수되었으며, System Manager는 곧 폐기되었다. 2002년 시드니 기반 사업부는 Citrix의 Advanced Products Group으로 분사되었다.

#### 컨커런트 컨트롤
Concurrent Controls, Inc. (CCI)의 알려진 CCI 멀티유저 DOS 버전은 다음과 같다:
- CCI 멀티유저 DOS 7.00
- CCI 멀티유저 DOS 7.10
- CCI 멀티유저 DOS 7.21[57]
- CCI 멀티유저 DOS 7.22[57] R1 (1996년 9월), R2 (1996), R3 (1997), R4 GOLD/PLUS/LITE (BDOS 6.6, 1997-02-10), R5 GOLD (1997), R6 GOLD (1997), R7 GOLD (1998년 6월), R8 GOLD, R9 GOLD, R10 GOLD, R11 GOLD (2000-09-25), R12 GOLD (2002-05-15), R13 GOLD (2002-07-15), R14 GOLD (2002-09-13), R15 GOLD, R16 GOLD (2003-10-10), R17 GOLD (2004-02-09), R18 GOLD (2005-04-21)

모든 CCI 멀티유저 DOS 버전은 자체를 "IBM PC DOS" 버전 3.31로 보고한다. DOS의 SETVER와 유사하게, 이는 멀티유저 DOS DOSVER x.y 유틸리티를 사용하여 변경할 수 있다.
1999년, CCI는 사명을 Applica, Inc.로 변경했다. 2002년 Applica Technology는 Aplycon Technologies, Inc.가 되었다.

#### 인텔리전트 마이크로 소프트웨어, 이테라, 통합 솔루션

##### IMS 멀티유저 DOS
IMS 멀티유저 DOS의 알려진 적용 버전은 다음과 같다:
- IMS 멀티유저 DOS 향상된 릴리스 5.1 (1992)
- IMS 멀티유저 DOS 5.11
- IMS 멀티유저 DOS 5.14
- IMS 멀티유저 DOS 7.0
- IMS 멀티유저 DOS 7.1 (BDOS 6.7, 1994)

IMS 멀티유저 DOS의 모든 버전은 자체를 "IBM PC DOS" 버전 3.31로 보고한다.

##### REAL/32

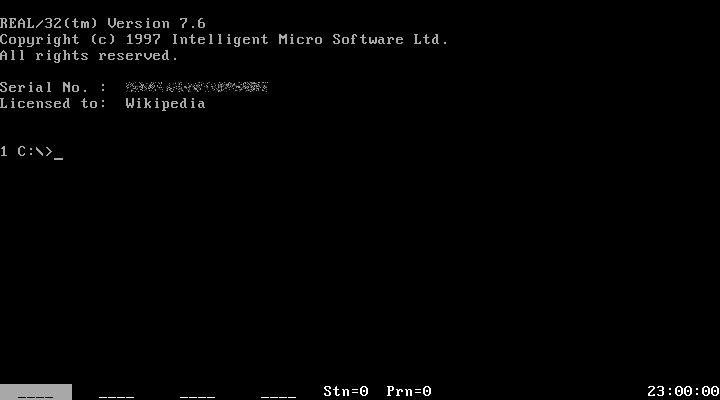
IMS REAL/32 버전 7.6

영국 새첨의 Intelligent Micro Software Ltd. (IMS)는 1994년 노벨로부터 멀티유저 DOS를 추가 개발할 라이선스를 획득하고 1995년 제품명을 REAL/32로 변경했다.
이전 FlexOS/4690 OS와 유사하게, IBM은 1995년 REAL/32 7.50을 자사의 4695 POS 터미널과 함께 번들로 제공하기 위해 라이선스했다.
IMS REAL/32 버전:
- IMS REAL/32 7.50 (BDOS 6.8, 1995-07-01), 7.51 (BDOS 6.8), 7.52 (BDOS 6.9), 7.53 (BDOS 6.9, 1996-04-01), 7.54 (BDOS 6.9, 1996-08-01)[60]
- IMS REAL/32 7.60 (BDOS 6.9, 1997년 2월),[61] 7.61, 7.62, 7.63
- IMS REAL/32 7.70 (1997년 11월), 7.71, 7.72, 7.73, 7.74 (1998)[62]
- IMS REAL/32 7.80, 7.81 (1999년 2월), 7.82, 7.83 (BDOS 6.10)
- IMS REAL/32 7.90 (1999),[63] 7.91, 7.92
- ITERA IMS REAL/32 7.93 (2002년 6월),[64] 7.94 (BDOS 6.13, 2003-01-31)[65]
- Integrated Solutions IMS REAL/32 7.95[66]

REAL/32 7.50부터 7.74까지는 자체를 "IBM PC DOS" 버전 3.31로 보고하는 반면, 7.80 이상은 6.20 버전을 보고한다. LBA 및 FAT32 지원은 1999년 REAL/32 7.90에서 추가되었다. 2002년 4월 19일, Intelligent Micro Software Ltd.는 파산 신청을 했고, 주요 고객 중 하나인 배리 퀴텐턴의 Itera Ltd.가 인수했다. 이 회사는 2006년 3월 28일 해산되었다. 2010년 현재 REAL/32는 영국 새첨의 Integrated Solutions에서 공급했지만, 같은 주소의 이 회사는 나중에 건축업자로 등재되었다.

##### REAL/NG
REAL/NG는 IMS의 "차세대" REAL/32를 만들려는 시도였으며, "인터넷 시대의 REAL/32"라고도 불렸다. REAL/NG는 "PC에서 x86 멀티프로세서 서버 시스템까지 다양한 하드웨어 지원"을 약속했다.
2003년 기준으로 광고된 기능 목록:
- 레드햇 7.3 또는 이후 버전의 리눅스에서 실행
- DOS 및 REAL/32와 하위 호환성
- 최대 65535개의 가상 콘솔; 각 콘솔은 사용자가 될 수 있음
- 리눅스 전문 지식 불필요
- 웹 브라우저를 통한 관리/설정/업그레이드 (로컬 및 원격)
- 구매한 사용자 수에 따라 TCP/IP 리눅스/윈도우 기반 터미널 에뮬레이터 제공
- 인쇄 및 파일 공유 내장
- 리눅스와 REAL/NG 서버 간의 드라이브 매핑 내장
- 사용자 하드웨어 지원
- 성능 향상
- TPA 대폭 증가
- 다중 프로세서 지원
- 향상된 하드웨어 지원
- 내장 방화벽 지원
- 좌석당 매우 저렴한 비용
- 낮은 총 소유 비용
- CD로 제공
- 레드햇 CD 세트와 함께 제공

2003년 12월 10일, IMS는 "REALNG V1.60-V1.19-V1.12"를 출시했으며, 인터넷 아카이브에 따르면 이것이 최신 릴리스로 보인다.
2005년까지 realng.com 웹사이트는 IMS 메인 웹사이트를 미러링했으며, REAL/NG에 대한 언급은 없고 REAL/32만 언급되어 있었다.

## 응용 소프트웨어
이 운영 체제의 다양한 릴리스는 DOS 프로그램을 실행하는 능력을 증가시켰지만, 플랫폼용으로 작성된 소프트웨어는 다중 사용자 작업에 특히 적합한 함수 호출을 사용하여 기능을 활용할 수 있었다. 이 운영 체제는 선점형 멀티태스킹을 사용하여, 잘못 작성된 애플리케이션이 프로세서 제어를 유지함으로써 다른 프로세스를 지연시키는 것을 방지했다. 오늘날까지 멀티유저 DOS는 wolfSSL과 같은 인기 있는 SSL/TLS 라이브러리에 의해 지원된다.
API는 블로킹 및 논블로킹 메시지 큐, 상호 배제 큐, 부모로부터 독립적으로 실행되는 서브 프로세스 스레드를 생성하는 기능, 그리고 단일 사용자 운영 체제에서 사용되는 유휴 루프와 달리 프로세서 주기를 낭비하지 않는 실행 일시 중지 방법을 지원했다. 애플리케이션은 콘솔에 "연결"된 상태로 시작되었다. 그러나 애플리케이션이 사용자 상호 작용이 필요하지 않은 경우 콘솔에서 "분리"하여 백그라운드 프로세스로 실행할 수 있었고, 필요할 경우 나중에 콘솔에 다시 연결할 수 있었다.
또 다른 주요 기능은 메모리 관리가 프로세스를 위한 "공유" 메모리 모델을 지원했다는 점이다(일반적인 DOS 프로그램에 사용 가능한 일반 모델 외에). 공유 메모리 모델에서는 프로그램의 "코드"와 "데이터" 섹션이 서로 분리되었다. "코드"에는 수정 가능한 데이터가 포함되어 있지 않았기 때문에 메모리의 코드 섹션은 동일한 프로그램을 실행하는 여러 프로세스에서 공유될 수 있었고, 따라서 메모리 요구 사항이 줄어들었다.
모든 멀티태스킹 플랫폼용으로 작성되거나 개조된 프로그램은 예를 들어 사용자가 키를 누를 때까지 무한 루프에 들어가는 단일 작업 시스템의 기술을 피해야 했다. 이는 다른 프로세스에서 사용할 수 있는 프로세서 시간을 낭비하는 것이었다. 대신, 컨커런트 DOS는 프로세스가 일정 시간 동안 "잠재울" 수 있는 API 호출을 제공했다. 이후 버전의 컨커런트 DOS 커널에는 유휴 감지 기능이 포함되어 있어 DOS API 호출을 모니터링하여 애플리케이션이 유용한 작업을 수행하고 있는지 아니면 실제로 유휴 상태인지를 판단했으며, 이 경우 프로세스는 다른 프로세스가 실행될 수 있도록 일시 중지되었다. 유휴 감지는 1989년 로저 앨런 그로스와 존 P. 콘스탄트가 발명하고 BatteryMAX로 판매된 특허 받은 DR-DOS Dynamic Idle Detection 전력 관리 기능의 촉매제가 되었다.

## 같이 보기
- CP/M
- MP/M
- Concurrent DOS V60
- FlexOS
- DR-DOS
- PC DOS – IBM의 OEM 버전 (단일 사용자) MS-DOS
- MS-DOS 4.0 (멀티태스킹)
- PC-MOS/386 – 관련 없는 멀티태스킹 DOS 클론
- VM/386 – 관련 없는 멀티태스킹 DOS 환경
- 가상 도스 머신
- Multiuser DOS Federation
- 운영체제 타임라인
- 시트릭스에 의한 합병 및 인수 목록

## 더 읽어보기
- Novell Desktop Systems Group (1993년 1월 7일) [1992]. “DRTIPS.ZIP”. Digital Research / Novell. 2018년 9월 12일에 원본 문서에서 보존된 문서. 2018년 4월 3일에 확인함.